# 豊田研吾
豊田 研吾（とよだ けんご）は、NHKのチーフプロデューサー。

## 人物
東京都出身。1995年、NHK入局。「世界で一番美しい瞬間（とき）」、「京都人の密かな愉しみ」などに携わる。英国の大学で平和学を学び、ディレクター時代は近現代史や戦争を自身のテーマにしていた。
「世界はほしいモノにあふれてる」制作統括も務める。

## 1995年〜2013年にディレクターとして制作した主な作品
- BS特集「アジアから主食が消えていく」（BS1、全国放送） ※湯布院ドキュメンタリー映画祭招待出品[3]
- NHKスペシャル「昭和の戦争と平和」[4]
- BSウイークエンドスペシャル「昭和の戦争と平和」 ※ギャラクシー賞 選奨 [5]

- NHKスペシャル「明治」[6]
プロローグ編 NHKスペシャル「明治に学ぶ変革の知恵」[7]
第四集 NHKスペシャル「国のあり方をどう決めるか」[7]
- ETV特集 女たちの地上戦〜沖縄戦 埋もれた録音テープ〜[8]
- 沖縄 慰霊の日特集 ”集団自決” 戦後64年の告白 ※地方の時代賞 優秀賞[9]／ ギャラクシー賞 テレビ部門 奨励賞[10]
- ETV特集 よみがえる戦場の記憶 〜沖縄戦 600本のフィルム〜 ※ギャラクシー賞 テレビ部門 選奨 [11][12]
- ETV特集 アメリカから見た福島原発事故 ギャラクシー賞 テレビ部門 奨励賞 [10]
- ETV特集 世界から見た福島原発事故  [13]
- NHKスペシャル 原発事故調 最終報告 〜解明された謎 残された課題〜 [14]

## 2013年〜プロデューサーとして制作した主な作品

### 新番組の立ち上げプロデューサー／制作統括
- NHK・BSプレミアム「世界で一番美しい瞬間」[15][16]
- NHK・BSプレミアム「あてなよる」[17]
- NHK・BSプレミアム「2度目の旅シリーズ」[18]
- NHK・総合「世界はほしいモノにあふれてる」 [1]

### ドラマ制作プロデューサー／制作統括
- NHK・BSプレミアム「京都人の密かな愉しみ」[19]第32回ATP賞テレビグランプリ受賞[20]
- プレミアムドラマ「リキッド〜鬼の酒 奇跡の蔵〜」
- ザ・プレミアム「漱石悶々 夏目漱石最後の恋 京都祇園の二十九日間」[21] ※第33回ATP賞テレビグランプリ優秀賞（ドラマ部門）受賞